# Konvencija o hemijskom oružju
Konvencija o hemijskom oružju (engl. Chemical Weapons Convention, CWC) je globalni sporazum o kontroli oružja čije je puno ime Konvencija o zabrani razvoja, proizvodnje, skladištenja i upotrebe hemijskog oružja, te o njegovom uništenju.
Konvencija je stupila na snagu 1997. kada je formalno započeo rad Organizacije za zabranu hemijskog oružja (OPCW), koja je izvršno telo samo ove konvencije i nije vezana za UN. U skladu s odredbama konvencije, sve zemlje koje su deklarisale posedovanje hemijskog oružja obavezale su se da ga unište. Konvencija takođe ima odredbe za sistematsko vrednovanje hemijskih i vojnih postrojenja, kao i za istrage navoda upotrebe i proizvodnje hemijskog oružja na osnovu obaveštajnih podataka drugih država članica. U avgustu 2010, 188 država je imalo CWC članstvo, i dodatne dve zemlje su potpisale ali nisu još ratifikovale konvenciju.
Konvencija o hemijskom oružju u članu 2, stav 1 definiše hemijsko oružje kao bojne otrove i njihove prekurzore, izuzev kad su namenjeni za svrhe koje nisu zabranjene ovom konvencijom. Hemijskim oružjem se isto tako obuhvataju vojna oprema i uređaji koji su posebno projektovani da izazovu smrtne ili druge ozlede otrovnim svojstvima bojnih otrova.

## Spoljašnje veze
- Konvencija o hemijskom oružju
- Hemijsko razoružanje